# قناة سحر
قناة سحر قناة تلفزيونية إيرانية تبث بلغات مختلفة أهمها العربية وكان الصحافي العراقي نجاح محمد علي شارك في تأسيسها وكتب أول نشرة أخبار بثت من خلالها.